# Inga jimenezii
Inga jimenezii é uma espécie vegetal da família Fabaceae.
Apenas pode ser encontrada na Costa Rica.